# Hammarlövs socken
Hammarlövs socken i Skåne ingick i Skytts härad, uppgick 1967 i Trelleborgs stad och området ingår sedan 1971 i Trelleborgs kommun och motsvarar från 2016 Hammarlövs distrikt.
Socknens areal är 10,85 kvadratkilometer varav 10,55 land. År 2000 fanns här 291 invånare.  Orten Snarringe samt kyrkbyn Hammarlöv med sockenkyrkan Hammarlövs kyrka ligger i socknen. 

## Administrativ historik
Socknen har medeltida ursprung. 
Vid kommunreformen 1862 övergick socknens ansvar för de kyrkliga frågorna till Hammarlövs församling och för de borgerliga frågorna bildades Hammarlövs landskommun. Landskommunen uppgick 1952 i Skegrie landskommun som uppgick 1967 i Trelleborgs stad som ombildades 1971 till Trelleborgs kommun. Församlingen utökades 2002.
1 januari 2016 inrättades distriktet Hammarlöv, med samma omfattning som församlingen hade 1999/2000.  
Socknen har tillhört län, fögderier, tingslag och domsagor enligt vad som beskrivs i artikeln Skytts härad. De indelta soldaterna tillhörde Södra skånska infanteriregementet, Skytts kompani och Skånska dragonregementet, Haglösa skvadron, Haglösa kompani.

## Geografi
Hammarlövs socken ligger nordväst om Trelleborg. Socknen är en odlad slättbygd på Söderslätt.

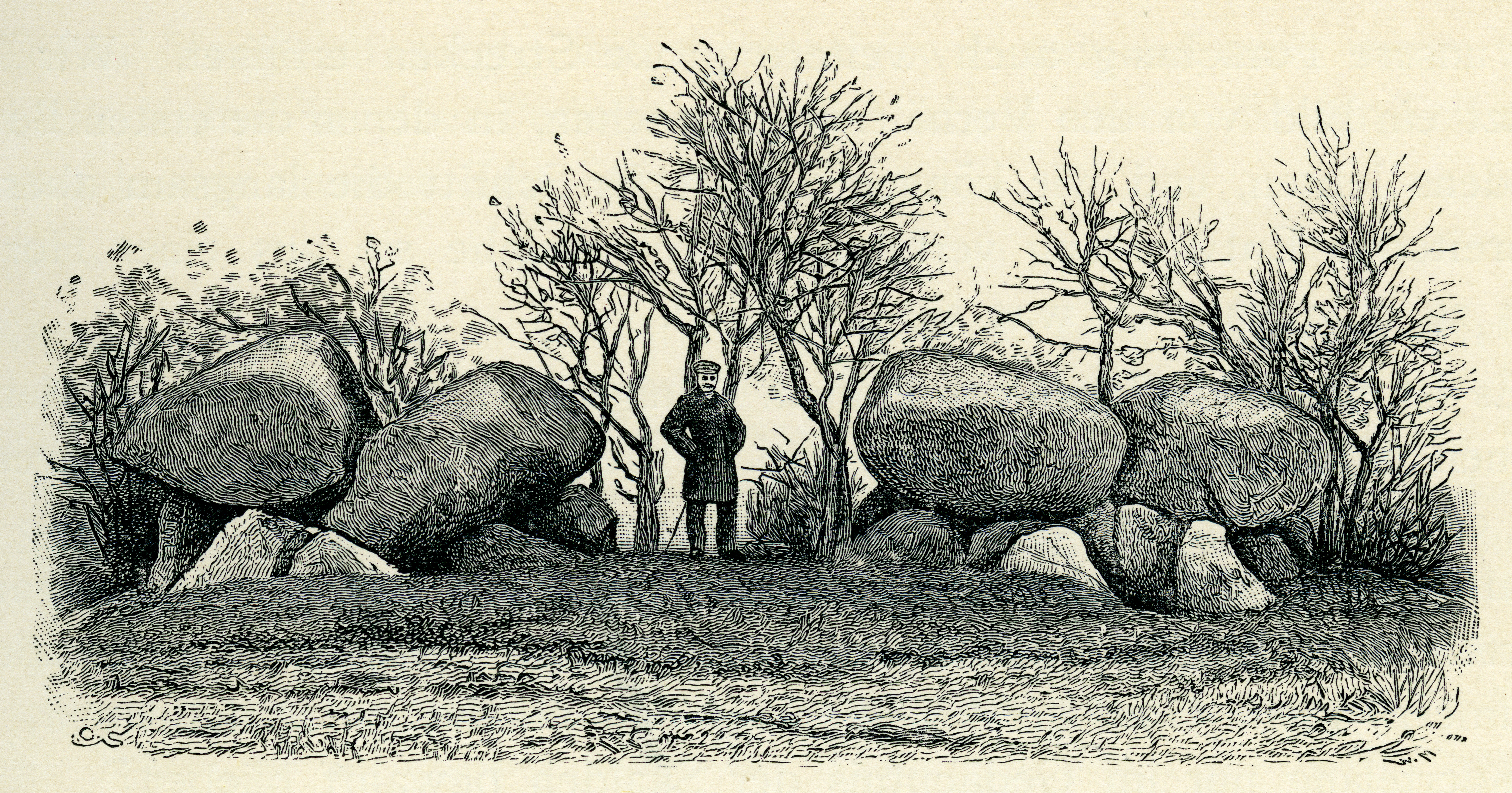
Dubbelgånggriften i Snarringe.

## Fornlämningar
Från stenåldern finns boplatser, lösfynd, ett gravfält under flat mark och två stenkammargravar i en gemensam hög med skålgropar på taket. Från bronsåldern finns sju gravhögar. Ett skatt av silverringar har påträffats. 

## Namnet
Namnet skrevs 1348 Hamarleef och kommer från kyrkbyn. Efterleden är löv, 'arvegods'. Förleden innehåller hammar i betydelsen 'sandhöjd' syftande på den höjd kyrkan är belägen på..